# Frigorífico (Nilópolis)
Frigorífico é um bairro localizado no município de Nilópolis, na região do Grande Rio, Estado do Rio de Janeiro, Brasil.

## Etimologia
O nome tem origem em um matadouro que existia no bairro, na Rua Gonçalves Dias, que pertenceu ao Sr. José Martins.

## Geografia
Frigorífico se localiza entre os bairros Centro, Santos Dumont e Nova Cidade.

## Infra-estrutura
O bairro abriga uma Vila Olímpica, possuindo obras para a construção de um ginásio poliesportivo com capacidade para 1,2 mil pessoas. Na parte de educação, o bairro possui, além de uma escola municipal de educação básica, uma escola municipal de dança e outra de música. Para eventos, há um Centro Municipal de Eventos, uma estrutura aberta. Há obras para a construção de uma Concha Acústica, além do Viaduto Nilópolis-Mesquita, que foi concluído em fevereiro de 2012.
É um bairro de classe média baixa.